# Alberic Tallaferro
Alberic Tallaferro de Tolosa (nascut vers el 1157, mort el 1183) fou per naixement un membre de la nissaga dels comtes de Tolosa i, després per matrimoni delfí del Vienès i comte d'Albon i altres llocs de 1164 a 1183. Era fill de Ramon V, comte de Tolosa, de Sant Geli, duc de Narbona, i marques de Provença, i vescomte de Nimes o de Constança de França.
Es va casar el 1164 (a l'edat de set anys) amb Beatriu d'Albon (1161 † 1228), delfina del Vienès i comtessa d'Albon i altres llocs, de 2 anys, filla única i hereva del delfí Guigó V d'Albon i de Beatriu de Montferrat. El seu pare, marquès de Provença, intentava lligar aliances a Provença per oposar-se al seu rival, el barcelonès Ramon Berenguer III de Provença, comte de Provença.
El seu pare el va designar com a comte de Sant Geli, un domini proper a Provença (a Nimes). Hi va haver diverses guerres contra els barcelonesos, però que es van resoldre a l'avantatge d'Alfons el Cast, rei d'Aragó i comte de Barcelona, que va acabar controlant el comtat de Provença.
Alberic va morir jove el 1183. La seva vídua es va casar de nou l'1 de setembre de 1183 amb Hug III, duc de Borgonya.